# Osiris
|  | Aquest article tracta sobre la divinitat de l'antic Egipte. Si cerqueu el planeta extrasolar Osiris, vegeu «HD 209458 b». |

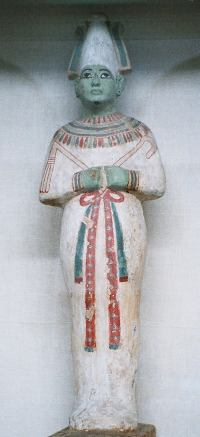
Estàtua d'Osiris al museu egipci del Caire

A la mitologia egípcia Osiris o Usiris era un dels déus més importants. Era pare d'Horus i marit d'Isis (deessa de la fertilitat). Era el déu de la mort i del "més enllà" encara que també era un déu agrari però, sobretot, se l'anomenava Déu de la resurrecció. Segons les creences de l'antic Egipte, la vida va començar amb els éssers divins. La primera divinitat s'anomenà Aton, i era el déu de la llum. Amb les seves costelles, Aton va crear Shu, déu de l'aire, i Tefenet, deessa de l'aigua. Aquests dos es varen casar, i van tenir dos fills: Geb (déu de la terra) i Nut (deessa del cel). Geb i Nut, tot i ser germans (l'endogàmia no era estranya a Egipte), van casar-se i varen tenir quatre fills: Osiris, Seth, Isis i Neftis.
Els textos dels sarcòfags el relacionaven amb el blat, ja que quan mor la llavor, reneix més tard en forma d'espiga (resurrecció).
Osiris representa tot el que reneix, sobretot el Nil, que és un símbol de regeneració i fertilitat, per tant, també és símbol de la natura.
Els egipcis el representaven com un humà momificat amb una corona blanca i dues plomes, amb la pell verda representant la ressurrecció, o primavera.
Hi ha diverses històries explicant el mite d'Osiris. La més comuna, i simplificada, explica que Seth, germà d'Osiris i déu de la violència i el desordre, el va matar per usurpar-li el tron de faraó, el va esquarterar i va repartir i enterrar els trossos del seu cos en llocs diferents. Isis, la germana i esposa d'Osiris, els va anar recollint, llevat d'un, i cosint d'un en un fins a tornar a donar-li la vida.

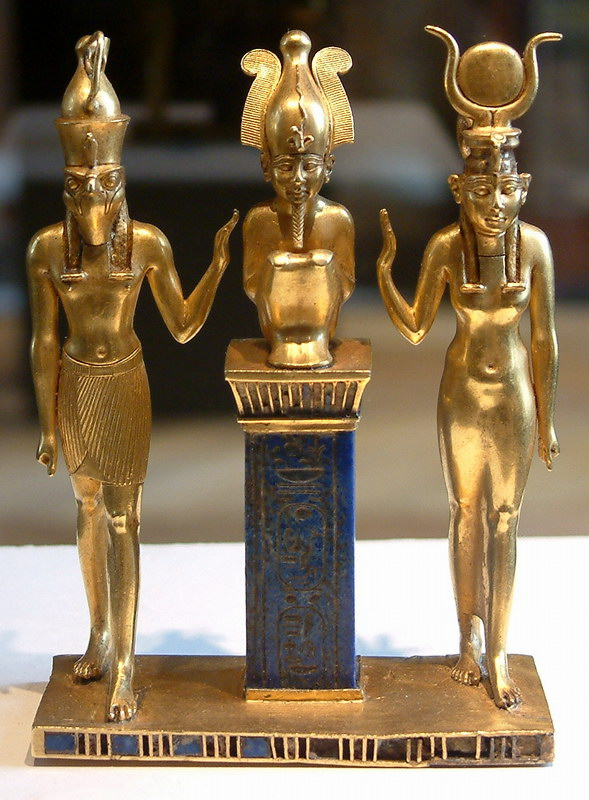
Família d'Osiris. Osiris sobre el pilar de lapislàtzuli al centre, amb Horus a l'esquerra i Isis a la dreta (22a dinastia, Louvre, París)

Plutarc recull una versió del mite d'Osiris en què Seth (germà d'Osiris), juntament amb la Reina d'Etiòpia, va conspirar amb 72 còmplices per tramar l'assassinat d'Osiris. Seth va enganyar Osiris i va fer-lo entrar en una caixa, que es va tancar, va segellar amb plom i va tirar al Nil. L'esposa d'Osiris, Isis, va buscar les seves restes fins que finalment va trobar la caixa incrustada en un tronc d'arbre de tamariu que sostenia el sostre d'un palau a Byblos, a la costa fenícia. Va aconseguir treure el taüt i recuperar el cos del seu marit.
En una altra versió del mite, Isis va usar un encanteri per ressuscitar breument Osiris per tal que la pogués deixar embarassada. Després d'embalsamar-lo enterrar-lo, Isis va concebre i va donar a llum al seu fill, Horus. Posteriorment Osiris va viure com el déu del món subterrani. A causa de la seva mort i resurrecció, Osiris es va associar amb la inundació i retirada del Nil i, per tant, amb el creixement anual i la mort dels cultius al llarg de la vall del Nil.
Diodor de Sicília dona encara una altra versió del mite en què Osiris va ser descrit com un rei antic que va ensenyar als egipcis les arts de la civilització, incloent l'agricultura. Després va viatjar al món amb la seva germana Isis, els sàtirs i les nou muses, abans de tornar finalment a Egipte. Osiris va ser assassinat pel malvat Tifó, que va ser identificat amb Seth. Tifó va dividir el cos en vint-i-sis peces, que va distribuir entre els seus companys conspiradors per implicar-los en l'assassinat. Isis i Hèrcules (Horus) vengaren la mort d'Osiris i van matar Tifó. Isis va recuperar totes les parts del cos d'Osiris, excepte el fal·lus, les va embolicar amb una tela (i d'aquí l'origen de la momificació), i va enterrar-les en secret. Ella va fer rèpliques de les parts d'Orsiris i les va distribuir a diversos llocs, que es van convertir en centres de culte d'Osiris.
Aquest mite es repetia cíclicament, de tal manera que l'hivern representava el regnat de Seth i la primavera l'estació del retorn d'Osiris a la vida.
Osiris, també anomenat Asar o Usir, estava enterrat a la ciutat d'Abidos, de la qual era el patró.
Beb era el seu fill primogènit. Tardanament se'l relacionaria amb Seker i Ptah per crear Ptah-Seker-Osiris i se l'identificaria amb Heryshaf.

## Llegenda d'Isis i Osiris
Segons la versió de Plutarc, en una festa de déus, Seth va portar un gran bagul fet de fusta i decorat amb or i grans pintures. Tots els assistents a la festa van meravellar-se'n i intentaren entrar-hi, però cap d'ells hi encaixava: a tots els era o massa llarg o massa petit. Osiris meravellat per la grandiositat i la bellesa de l'arca va entrar-hi i va quedar sorprès, perquè ell si que hi encaixava a la perfecció. Va mirar el seu germà Seth, que li va dir que li regalava, però mentre Osiris encara era dins, va tancar el bagul bruscament i va empresonar-lo a dins. El cofre va ser llençat al Nil, però Hapi, el déu del Nil, va fer que ell arribés fins a les costes fenícies a prop de la ciutat de Byblos lloc en què, a causa de les onades, l'arca va quedar-se clavada en un gran arbre que va créixer exageradament. Quan el rei de Byblos va veure que s'havia fet tan gran, va ordenar que el talessin per construir una columna gegant que subjectaria la teulada del seu palau. Isis, assabentada de la traïció de Seth, es va proposar trobar el cadàver del seu marit per a donar-li una sepultura digna d'un déu, i va partir al costat del seu fill Horus (també anomenat Horus el Nen o Harpócrates). Després, Isis, sol·licitant sempre l'ajuda dels nens, va esbrinar gràcies a un vent diví que el bagul havia arribat fins a la localitat de Byblos. Els reis d'aquesta localitat van oferir a Isis els millors regals que es pogué imaginar, però ella només va demanar una cosa: el gran pilar de tamarisc que subjectava el palau i tot el que tingués a dins. Quan l'hi van oferir, Isis ho va obrir sense cap esforç i va agafar l'arca, i tot seguit li va retornar el pilar al Rei cobert amb una tela fina ungida amb essències i flors. Isis va carregar el cofre en un vaixell ofert pel rei i va partir cap a Egipte en companyia del fill més gran del rei.
Quan va arribar a Egipte, Isis va amagar el cofre als pantans del Delta. Seth va trobar el cofre i el va reconèixer. Molt empipat, el va obrir i va trossejar el cos d'Osiris en 14 bocins que va escampar per tot el Nil perquè servís d'aliment als cocodrils.
Així doncs, Isis va haver de buscar un altre cop el cadàver del seu germà i marit, però aquest cop amb l'ajut de la seva germana Neftis, la dona de Seth, amb qui engendrà Anubis. Durant la seva recerca, Isis anava protegida per 7 escorpins i per aquest fet, els cocodrils no van menjar-se ni els 14 trossos d'Osiris ni els van fer mal a elles.
Isis va entregar els bocins d'Osiris als sacerdots i els va obligar a què li donessin sepultura i el veneressin. També els va obligar a consagrar un animal, els que ells volguessin, per venerar-lo quan ell morís.
La seva dona va reconstruir el cos, però es va adonar que faltava un tros, el del membre viril. Anubis va aconseguir que es convertís en la primera mòmia d'Egipte i Isis va retornar la vida al seu cos. Després d'això, Osiris s'hagué de quedar a l'inframon per jutjar les ànimes dels morts i fou anomenat, Neb-er-tcher ("senyor de més enllà del límit").
A Duat, Osiris pesava les ànimes dels morts i les comparava amb la Ploma de la veritat. Les que pesaven més eren enviades a Ammit i les que no pesaven prou a Aaru.

## Curiositats
A Catalunya es conserva un exemplar d'una estatueta d'Osiris provinent d'Akhmim a la Biblioteca Museu Víctor Balaguer de Vilanova i la Geltrú.
Osiris és representat amb la pell verda o negra, amb una corona atef.